# MAI Mosca
Lo Sport Klub MAI Mosca è una squadra di pallamano maschile russa, con sede a Mosca.

## Palmarès
- Campionato dell'Unione Sovietica: 7

1964-65, 1967-68, 1969-70, 1970-71, 1971-72, 1973-74, 1974-75.
- Champions League: 1

1972-73.
- Coppa delle Coppe: 1

1976-77.